# كاونيتوني
كاونيتوني (بالإنجليزية: Kaunitoni)‏ في الأساطير الفيجية، وبحسب ما يروي الأجداد هو زورق أبحر من وطن قديم في الغرب، يحمل الجد الأعلى أو السلف الأعلى للآلهة لوتوناسوباسوبا وديجي، اللذان يعتبران أسلاف الشعب الفيجي. 